# 約爾根·哈莫加德·漢森
約爾根·哈莫加德·漢森（丹麥語：Jørgen Hammergaard Hansen，1930年—2013年8月22日），是丹麥已故羽球運動員，從1950年代中期到1960年代中期贏得了許多重要的國際比賽冠軍。
雖然他在職業生涯的前半段曾參加單打比賽，但是他在雙打方面取得優異的成績。他與芬·科貝羅搭配贏得6次全英羽球錦標賽男子雙打冠軍（1955-56年、1961-64年），並且3次進入全英男子雙打的決賽（1958-59年、1966年）。他以強力殺球而聞名，包括能夠用當時的重型球拍反手殺球。哈莫加德·漢森代表丹麥參加了1952年至1964年連續5屆湯姆斯盃（男子國際團體賽）的比賽，個人勝率超過8成。1998年，他入選羽球名人堂。